# Nikolaj Rimski-Korsakov
Nikolaj Andrejevitsj Rimski-Korsakov (Russisch: Николай Андреевич Римский-Корсаков) (Tichvin, 18 maart 1844 – landgoed Ljoebensk (bij Loega), 21 juni 1908) was een Russisch componist, muziekpedagoog en dirigent.

## Levensloop
Rimski-Korsakov werd geboren in een adellijke familie en kreeg als onderdeel van zijn opvoeding muziekonderricht. Op twaalfjarige leeftijd werd hij lid van het zeekadettencorps en vanaf 1862 ging hij als marineofficier drie jaar op wereldreis. Al in 1861 leerde hij de componist Mili Balakirev kennen, die zijn groeiende liefde voor de muziek versterkte en hem overhaalde een echte muziekstudie te gaan volgen.

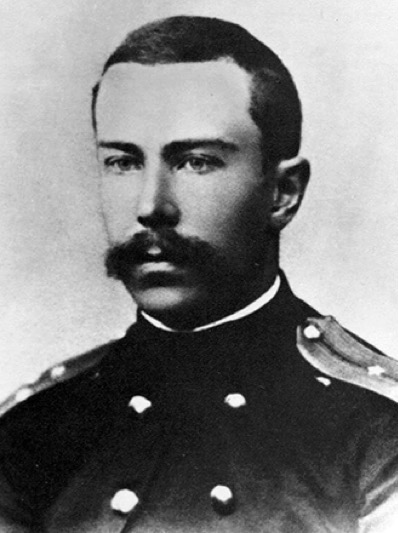
Nikolaj Rimski-Korsakov in 1866

In 1865 leidde Balakirev de première van Rimski-Korsakovs eerste symfonie. Het succes van het symfonisch gedicht Sadko en zijn eerste opera Het meisje van Pskov waren voor Rimski-Korsakov aanleiding om de marine te verlaten. Hij werd inspecteur van de Russische marinierskapel (tot 1884) en in 1871 werd hem gevraagd hoogleraar compositie en instrumentatie aan het Conservatorium van Sint-Petersburg te worden. Zelf dacht hij hiervoor niet geschikt te zijn door gebrek aan professionele scholing. Zijn vrienden van het Machtige Hoopje overtuigden hem ervan deze aanstelling te accepteren. Later gaf hij aan dat hij veel moest bijstuderen om zijn studenten voor te blijven. Veel belangrijke Russische componisten kregen bij hem les, onder wie Anatoli Ljadov, Anton Arenski, Aleksandr Glazoenov, Nikolaj Mjaskovski, zijn schoonzoon Maximilian Steinberg, Igor Stravinsky en Sergej Prokofjev. Hij onderwees ook Ottorino Respighi tijdens diens verblijf in Sint-Petersburg en hij had grote invloed op de Vlaamse componisten Paul Gilson en August De Boeck, die regelmatig contact met hem hadden.  
Van 1874 tot 1881 was Rimski-Korsakov tevens directeur en dirigent van de muziekschool, van 1883 tot 1894 plaatsvervangend directeur van de hofzangerskapel en van 1886 tot 1900 dirigent van de Russische symfonieconcerten die de muziekuitgever en mecenas Mitrofan Petrovitsj Beljajev in Sint-Petersburg organiseerde. Ook in het buitenland trad hij succesvol op als dirigent. Hij was lid van de door Balakirev opgerichte groep "Het Machtige Hoopje" van vijf componisten (met ook Borodin, Moessorgski en Cui), die onder invloed van de ideeën van Vladimir Stasov een nationalistische Russische muziek voorstonden. Hij zette zich belangeloos voor zijn vrienden in. Zo voltooide, bewerkte en instrumenteerde hij werken van Aleksandr Dargomyzjski (De stenen gast), Borodin (Vorst Igor) en Moessorgski (Boris Godoenov, Chovansjtsjina, Een nacht op de Kale Berg). In de jaren 1874-1880 realiseerde hij zich dat hij kennis ontbeerde door zoveel tijd te geven aan de ontwikkeling van Russische muziek. Door veel zelfstudie en stimulerende contacten met Tsjaikovski wist hij zijn niveau te verbeteren tot professionele hoogte. Dit leidde onder andere tot een flinke herziening van zijn uit 1865 daterende 1e symfonie, in 1884.

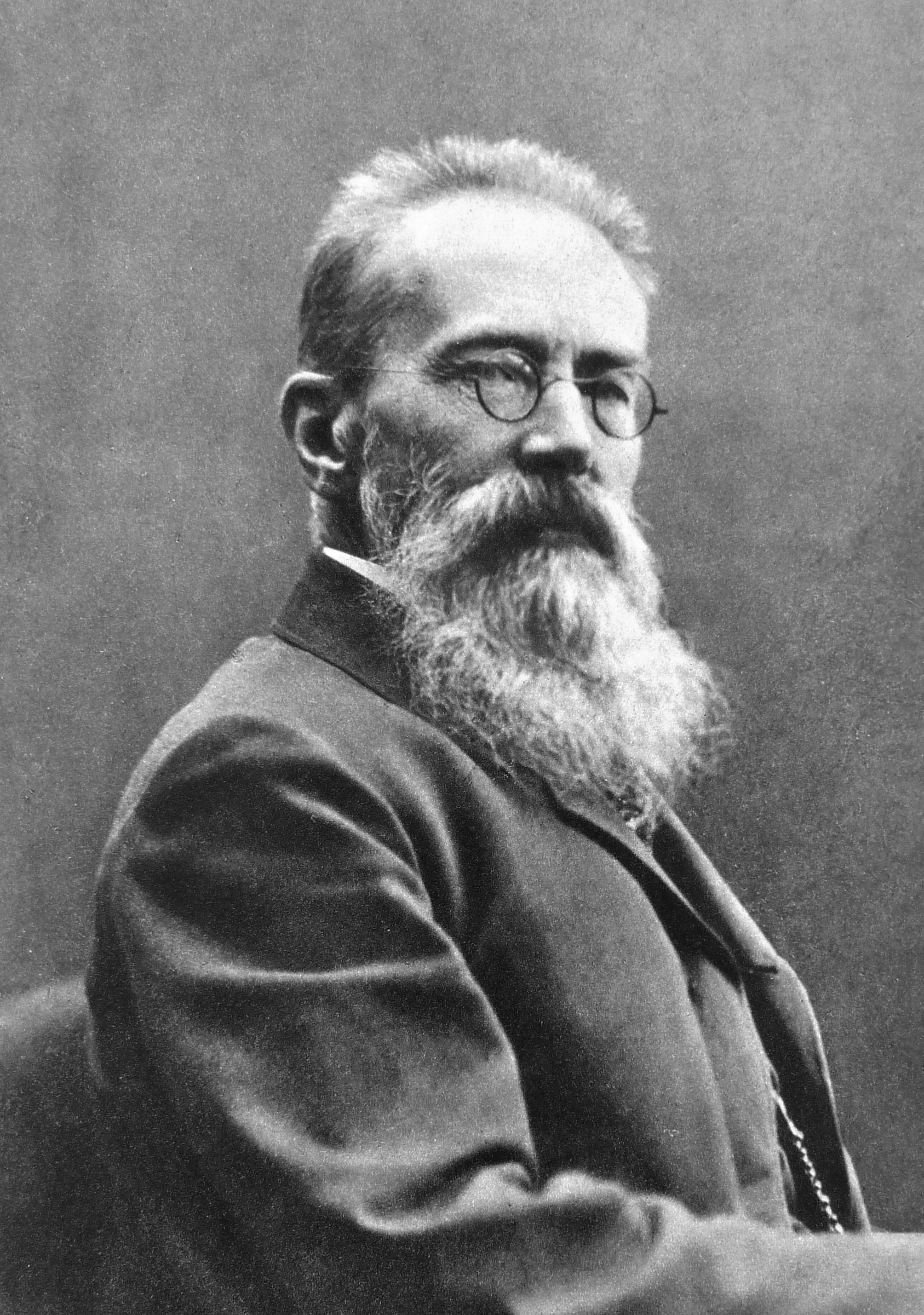
Nikolaj Rimski-Korsakov in 1897

Zijn werk aan het conservatorium moest hij na de revolutie van 1905 onderbreken, vanwege zijn sympathieën voor de revolutionaire studentenbeweging, maar in 1907 mocht hij weer in zijn oude aanstelling verder werken.

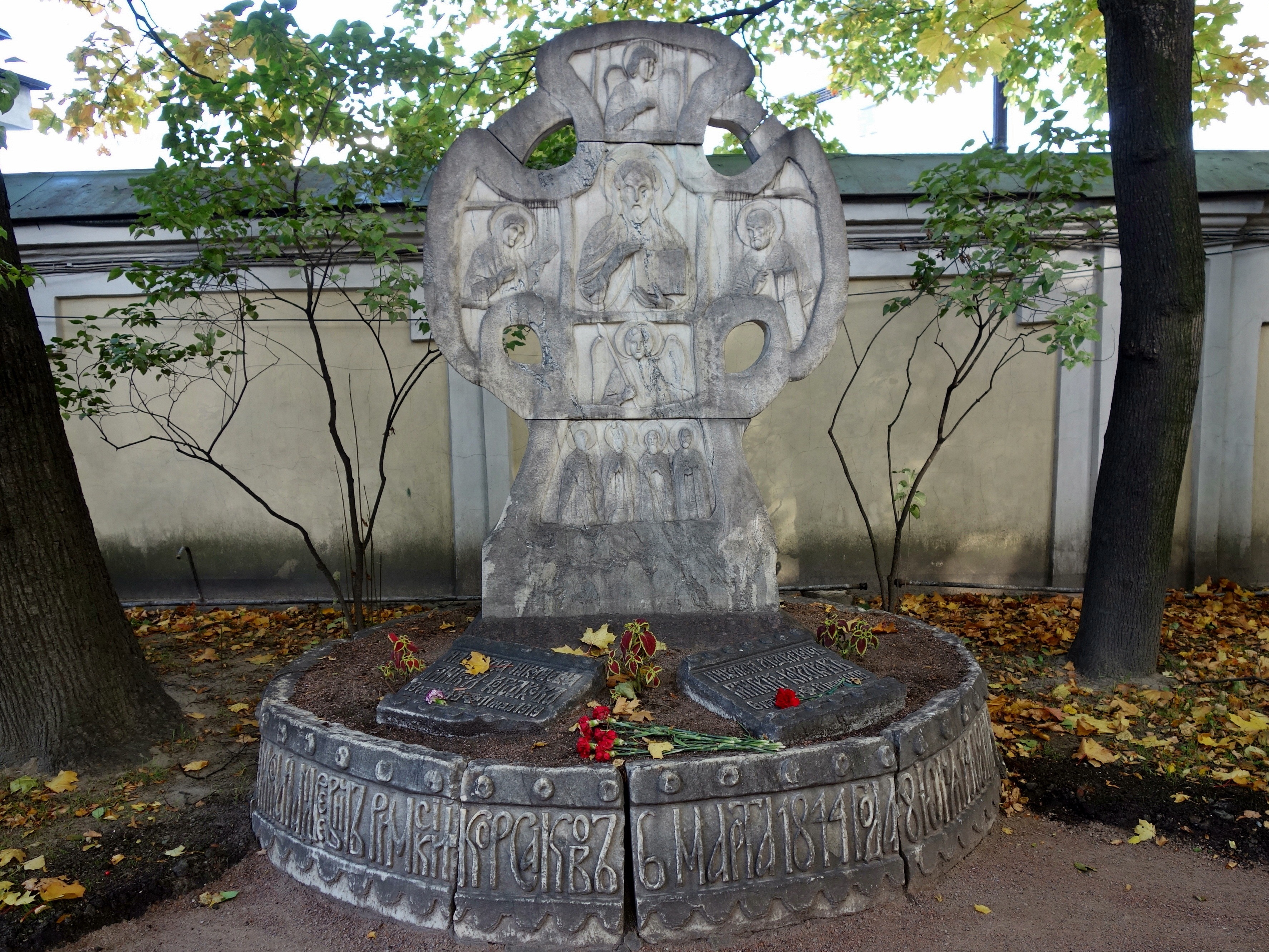
Graf

Aan het eind van zijn leven leed Rimski-Korsakov aan angina pectoris. Hij overleed in Ljoebensk in 1908, en werd ter aarde besteld op de Tichvin-begraafplaats bij het Alexander Nevski Klooster in Sint-Petersburg.
Ook zijn kleinzoon Georg Michajlovitsj Rimski-Korsakov was componist.

## Werk
Hoewel Rimski-Korsakov vijftien opera's schreef, is zijn naam lange tijd bijna alleen door zijn orkestwerken bekend geweest, met name door de symfonische suite Sjeherazade en het Capriccio Espagnol. Het muziekstuk De vlucht van de hommel is bij veel mensen welbekend, maar zij weten niet dat dit afkomstig is uit de door Rimski-Korsakov geschreven opera Tsaar Saltan. Zijn kunstzinnige oeuvre werd sterk beïnvloed door de geschiedenis, sprookjes en volksmuziek van Rusland. Hij had een grote kundigheid in orkestratie en werd wereldberoemd door de kleurrijke, geraffineerde orkestklank van zijn composities. Zijn opera's behoren in zijn vaderland weliswaar tot het vaste repertoire, maar zijn in de westerse operahuizen lange tijd betrekkelijk weinig opgevoerd. Dit is wel geweten aan de typisch Russische libretti, maar dat geldt ook voor de opera's van Borodin en Moessorgski, die (ten dele dankzij hem) wél repertoire hebben gehouden. Dankzij de platenindustrie staan zij sinds 1990 echter steeds meer in de belangstelling. Van bijna alle opera's zijn opnamen uitgebracht, vaak meer dan een. Dirigenten als Jevgeni Svetlanov en Valeri Gergiev hebben zich met veel succes ingezet voor opera's als Sneeuwmeisje, Sadko, De bruid van de tsaar, De legende van de onzichtbare stad Kitezj en de jonge vrouw Fevronia en De gouden haan. Opvoeringen in de operahuizen buiten Rusland zijn minder zeldzaam dan voorheen.
Naast drie symfonieën, een pianoconcert en programmatische orkestwerken schreef Rimski-Korsakov kamermuziek, pianomuziek en koorwerken, ongeveer 60 liederen met pianobegeleiding en talloze bewerkingen van Russische volksliederen. Hij publiceerde ook muziekpedagogische en -theoretische werken.

## Composities

### Orkest

#### Symfonieën
- 1884 Symfonie nr.1 in e, op. 1
- 1897 Symfonie nr.2 "Antar", op. 9
- 1886 Symfonie nr.3 in C, op. 32

#### Concerten voor instrumenten en orkest
- 1882 Concert in cis-klein, voor piano en orkest, op. 30
- 1885 Fantasie over twee Russische thema's, voor viool en orkest, op. 33
- 1888-1893 Mazurka over Poolse thema's, voor viool en orkest
- 1893 Serenade, voor violoncello en orkest, op. 37

#### Ouvertures
- 1866 1879-1880 Ouverture over Russische thema's, op. 28
- 1888 Russisch Paasfeest, Ouverture over liturgische thema's, op. 36

#### Suites
- 1888 Shéhérazade, Symfonische suite, op. 35
- 1889-1890 Suite uit de opera "Mlada"
- 1894 Suite uit de opera "De Nacht voor Kerstmis"
- 1899-1900 Suite uit de opera "Tsaar Saltan", op. 57
- 1902-1903 Suite uit de opera "Pan Vojevoda", op. 59
- Suite uit de opera "De Legende van de onzichtbare stad Kitezj en jonkvrouw Fevronia", samengesteld door Aleksandr Glazoenov en Maximilian Steinberg
- Suite uit de opera "De gouden Haan", samengesteld door Aleksandr Glazoenov en M. Steinberg
- Suite uit de opera "Sneeuwmeisje"

#### Overig
- 1867/1892 Sadko, symfonisch gedicht, op. 5
- 1867/1889 Fantasie over Servische thema's, op.6
- 1879-1880 Sprookje, op. 29
- 1885 Sinfonietta over Russische thema's in a, op. 31
- 1887 Capriccio Espagnol, op. 34
- 1889-1890 De nacht op de berg Triglav, concertversie van de 3e akte van de opera "Mlada"
- 1901 Variaties Nr.4 in A-groot over een Russisch thema, in samenwerking met andere componisten
- 1904 Bij het graf, preludium ter nagedachtenis aan M.P. Belajew, op. 61
- 1905 Dubinoesjka, op. 62
- weetje: Hij heeft rond de 60 concerten geschreven

### Harmonieorkest (Militaire kapel)
- 1877-1878 Concert in Bes voor trombone en harmonieorkest
  1. Allegro vivace
  2. Andante cantabile
  3. Allegro
- 1878 Concertstuk in Es-majeur, voor klarinet en harmonieorkest
  1. Allegro moderato
  2. Andante
  3. Allegro moderato
- 1878 Variaties in G-majeur, voor hobo en harmonieorkest op een thema van Michail Glinka "Chto krasotka molodaya" (thema, 12 variaties en finale)
- Dubinoesjka, op. 62
- Bruiloftsmars uit de opera "De gouden Haan"

### Vocaal
- 1855 Babuschka - duet
- 1865-1866 Vier liederen, op. 2
- 1878 Legende van Aleksej, de Man van God, voor gemengd koor en orkest, op. 20
- 1879-1880 Hulde, voor gemengd koor en orkest, op. 21
- 1897 Switesjanka, cantate voor sopraan, tenor, gemengd koor en orkest, op. 44 - tekst: Lev A. Mej
- 1899 Sage van Oleg de Wijze, voor tenor, bas, mannenkoor en orkest, op. 58
- 1901 Homer-cantate, voor sopraan, alt, mezzosopraan, vrouwenkoor en orkest, op. 60

### Muziektheater

#### Opera's
| Voltooid in                                                  | titel | aktes                       | première | libretto                                                         |
| ------------------------------------------------------------ | --- | --------------------------- | --- | ---------------------------------------------------------------- |
| 1868-1872; 3e versie: 1891/1892; 3e versie met proloog :1898 | Het meisje van Pskov (Псковитянка); 2e versie: niet gepubliceerd; 3e versie: Bojarynia Vera Šeloga; later ook onder Ivan de Verschrikkelijke uitgevoerd                                                                                | 3 aktes                     | 13 januari 1873, Sint-Petersburg, Mariinskitheater; 2e versie: niet uitgevoerd; 3e versie: 18 april 1895 Sint-Petersburg, Panaev; 3e versie met proloog: 23 oktober 1901, Moskou, Bolsjojtheater | de componist, naar een thema van Lev A. Mej                      |
| 1872                                                         | Mlada (Млада); samen met: Alexander Borodin, César Cui, Modest Moessorgski, Ludwig Minkus | 4 aktes                     | onvoltooid | Viktor Krylov                                                    |
| 1878-1879                                                    | De Meinacht (Майская ночь) | 3 aktes                     | 21 januari 1880, Sint-Petersburg, Mariinskitheater | de componist, naar Nikolaj Gogol                                 |
| 1880-1881; 2e versie: 1895                                   | Sneeuwmeisje - (Снегурочка - Sneguročka. Vesnjaja skazka) | Proloog en 4 aktes          | 1e versie: 10 februari 1882; 2e versie: 1898, Sint-Petersburg | de componist, naar Aleksandr Ostrovski                           |
| 1889-1890                                                    | Mlada. (Млада) Volšebnaja opera-balet | 4 aktes                     | 1 november 1892, Sint-Petersburg, Mariinskitheater | de componist, naar Viktor Krylov                                 |
| 1894-1895                                                    | De Nacht voor Kerstmis(Ночь перед Рождеством - Noč pered roždestvom) | 4 aktes                     | 10 december 1895, Sint-Petersburg, Mariinskitheater | de componist, naar Nikolaj Gogol                                 |
| 1895                                                         | De barbier van Bagdad (Bagdadskij borodobrej) | 1 akte                      | alleen maar schetsen | de componist                                                     |
| 1895-1896                                                    | Sadko (Садко) | zeven taferelen             | 7 januari 1898 of 26 december 1897, Moskou, privé-opera van de Mamontov-operagezelschap | de componist en Vladimir Stasov en anderen                       |
| 1897                                                         | Mozart en Salieri (Моцарт и Сальери - Mocart i Sal'ieri), op. 48 | 1 akte                      | 7 december 1898, Moskou | Aleksandr Sergejevitsj Poesjkin                                  |
| 1898                                                         | De Bojaarse Vera Sjeloga (Боярыня Вера Шелога - Bojarynja Vera Šeloga), op. 54 | 1 akte                      | 27 december 1898, Moskou | de componist, naar Lev A. Mej                                    |
| 1898                                                         | De Tsarenbruid (Царская невеста - Carskaja nevesta) | 4 aktes                     | 3 november 1899, Moskou | Il'ja Tjumenev, naar Lev A. Mej                                  |
| 1899-1900                                                    | De legende van Tsaar Saltan, van zijn zoon, de beroemde en krachtige held Prins Guidon Salanovitsj, en van de mooie Zwanenprinses, meestal aangeduid als Het sprookje van Tsaar Saltan (Сказка о царе Салтане - Skazka o care Saltane) | Proloog en 4 aktes          | 3 november 1900 | Vladimir Bel'skij, naar Aleksandr Sergejevitsj Poesjkin          |
| 1900-1901                                                    | Servilia (Сервилия - Servilija) | 5 aktes                     | 14 oktober 1902, Sint-Petersburg, Mariinskitheater | de componist, naar Lev A. Mej                                    |
| 1901-1902                                                    | De onsterfelijke Kasjtsjej (Кащей Бессмертный - Kaščej bessmertnyj - Osennjaja skazočnaja) | 1 akte                      | 25 december 1902, Moskou, privé-opera van de Mamontov-operagezelschap | de componist, Sofija Rimskaja-Korsakova, naar Evgenij Petrovskij |
| 1902-1903                                                    | Pan Vojevoda (Пан-Воевода - Pan Voevoda) | 4 aktes                     | 16 oktober 1904, Sint-Petersburg, Conservatorium van Sint-Petersburg | Tjumenev                                                         |
| 1903-1904                                                    | De Legende van de onzichtbare stad Kitezj en jonkvrouw Fevronia (Сказание о невидимом граде Китеже и деве Февронии - Skazani o nevidimom grade Kiteže i deve Fevronii)                                                                 | 4 aktes                     | 20 februari 1907, Sint-Petersburg, Marinskitheater | Vladimir Bel'skij                                                |
| 1905                                                         | Sten'ka Razin |                             | uitsluitend schetsen | Vladimir Bel'skij                                                |
| 1905                                                         | Zemlja i nebo (Hemel en aarde) |                             | uitsluitend schetsen | naar George Gordon Byron, «Heaven and Earth»                     |
| 1906-1907                                                    | De gouden Haan (Золотой петушок - Zolotoj petoesjok) (in 1914 bewerkt tot het ballet De gouden haan) | Proloog, 3 aktes en epiloog | 7 oktober 1909, Moskou, Zimins operatheater | Vladimir Belski, naar Aleksandr Sergejevitsj Poesjkin            |

#### Toneelmuziek
- 1877 1e versie: Het meisje van Pskov (Псковитянка) toneelmuziek tot het schouwspel van Lev A. Mej (niet gepubliceerd)
- 1881/1882 2e versie: Het meisje van Pskov (Псковитянка) toneelmuziek tot het schouwspel van Lev A. Mej

### Kamermuziek
- 1875 Strijkkwartet in F, op. 12
- 1876 Strijksextet in A
- 1876 Kwintet in Bes, voor fluit, klarinet, hoorn, fagot en piano
- 1879 Strijkkwartet over Russische thema's
- 1883-1894 Twee duetten in F-groot, voor 2 hoorns
- 1883-1894 Canzonetta en Tarantella, voor twee klarinetten
- 1888 Nocturne F-groot, voor 4 hoorns
- 1893 Serenade, voor violoncello en piano
- 1897 Strijkkwartet in G
- 1897 Pianotrio in c

### Piano
- 1859-1860 Allegro in d-klein
- 1859-1860 Variaties over een Russisch thema
- 1860 Nocturne in d-klein
- 1860 Treurmars in d-klein
- 1869/1894 Prelude-Impromptu en Mazurka, op. 38
- 1875 Drie stukken, op. 15
- 1875 Zes fuga's, op. 17
- 1875 Fuga in C-groot
- 1875 Drie fuga's
- 1875 Drie Fughetta's over Russische thema's
- 1878 Zes variaties over het thema B-A-C-H, op. 10
- 1878 Vier stukken, op. 11
- 1895 Allegretto in C-groot
- 1896 Präludium in G-groot